# Kenneth Arnold
Kenneth A. Arnold (Sebeka, 29 marzo 1915 – Bellevue, 16 gennaio 1984) è stato un aviatore statunitense, noto per aver affermato di aver avvistato un UFO negli USA nel 1947.

## Il presunto avvistamento
Il 24 giugno 1947, Arnold sostenne che, mentre sul suo CallAir A-2 stava svolgendo un'attività di ricerca di un velivolo militare andato disperso, ha osservato nove insoliti oggetti volanti volare in schieramento vicino al Monte Rainier (Washington). Egli descrisse gli oggetti come luci intermittenti come se stessero riflettendo i raggi del Sole, il loro procedere era "irregolare" e volavano ad una velocità molto elevata. La storia di Arnold venne ampiamente diffusa dall'agenzia Associated Press e da altre agenzie; si ritiene che questa notizia abbia svolto la funzione di catalizzatore per l'interesse moderno nei confronti del fenomeno UFO, nonostante la presenza di incidenti che hanno interessato precedentemente gli UFO, ma che sono stati meno pubblicizzati.

## Articoli e origine del termine "dischi volanti"
Brevemente, dopo il suo avvistamento, Arnold atterrò a Yakima (Washington), dove fece un normale rapporto all'Amministrazione dell'Aeronautica Civile. Quando sulla via del ritorno si fermò a Pendleton (Oregon) per far rifornimento, raccontò la sua storia ad un gruppo di ascoltatori curiosi fra cui vi erano anche dei giornalisti. Diversi anni più tardi Arnold disse ai giornalisti che "il loro moto era irregolare, come un piattino lanciato sull'acqua", da cui fu coniato il termine di "flying saucers" (letteralmente "piattini volanti"). Un altro termine con cui vengono più comunemente descritti gli oggetti che Arnold vide è "dischi volanti" (o semplicemente "dischi"). Arnold sostenne di essere stato frainteso in quanto la descrizione che aveva fornito era riferita al movimento degli oggetti piuttosto che al loro aspetto.

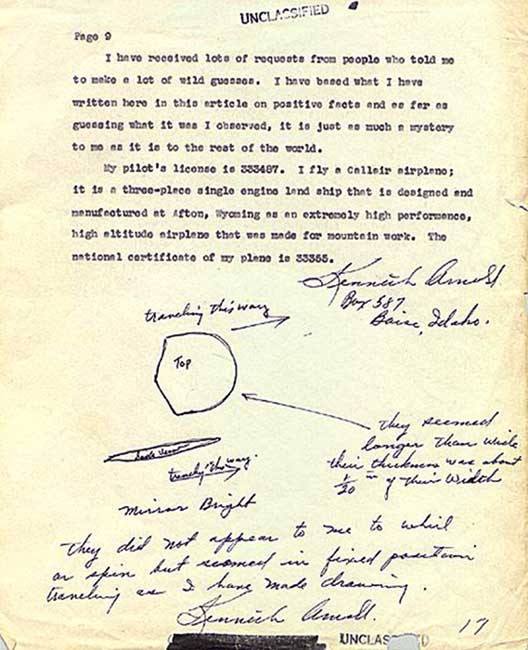
Disegno che Kenneth Arnold fece per l'intelligence degli Army Air Forces (AAF), 12 luglio 1947.

In ogni caso la vera forma descritta da Arnold era molto complicata. Subito dopo il suo avvistamento, egli descrisse gli oggetti come sottili e piani, arrotondati nella parte anteriore ma tagliati nella parte posteriore e terminanti con due punte, più o meno come un piattino o un disco. Per esempio, in un'intervista rilasciata alla radio due giorni dopo l'avvistamento, egli li descrisse come "qualcosa come un piatto da torta che è stato tagliato a metà con una specie di un triangolo convesso nella parte posteriore". Nella storia pubblicata lo stesso giorno, venne riportata la seguente citazione: "Avevano la forma di piattini ed erano così sottili che potevo vederli a mala pena". Il giorno seguente nel Portland Oregon Journal, la citazione di Arnold fu: "Avevano l'aspetto di mezzelune, ovali davanti e convesse dietro. ... sembravano dei grandi dischi piatti".
In una dichiarazione redatta per l'intelligence dell'Army Air Forces (AAF) il 12 luglio, Arnold si riferì agli oggetti paragonandoli a dei piattini. Alla fine del rapporto egli fece un disegno degli oggetti che gli apparvero quando si trovò vicino al monte Rainer. Scrisse: "Sembravano più larghi che lunghi, il loro spessore era circa 1/20 della loro larghezza". In una riunione con due ufficiali dell'intelligence dell'AAF, Arnold in primo luogo rilevò che uno dei nove oggetti era differente, essendo più grande e con la parte posteriore dalla forma di una mezzaluna.
Per l'avvistamento furono proposte diverse spiegazioni. L'astronomo Donald Menzel parlò di un miraggio e il giornalista scientifico Philip J. Klass di un gruppo di meteore, ma tali spiegazioni non sono state ritenute soddisfacenti dagli ufologi. È stato anche ipotizzato che poteva trattarsi di un gruppo di aerei ad ala volante in volo sperimentale.

## Periodo successivo
Dopo l'avvistamento, Arnold divenne una celebrità; rilasciò parecchie interviste, scrisse articoli e venne anche spedito da un editore a Tacoma per investigare su un altro caso di avvistamento di UFO, il cosiddetto incidente di Maury Island, anche se poi passò la ricerca all'AAF.
Nel 1952 pubblicò privatamente il libro The Coming of the Saucers. A Documentary Report on Sky Objects That Have Mystified the World, scritto con Raymond A. Palmer (editore di Amazing Stories e Fate Magazine). A partire dagli anni sessanta ebbe poco a che fare con il mondo dell'ufologia, tuttavia nel 1977 partecipò al Primo Congresso Internazionale di Ufologia tenuto a Chicago in occasione del trentennale dell'avvistamento di cui era stato protagonista.